# 七道岭镇
七道岭乡，是中华人民共和国辽宁省朝阳市朝阳县下辖的一个乡镇级行政单位。

## 行政区划
七道岭乡下辖以下地区：
七道岭村、黄盖村、黑达沟村、柳湖沟村、马架子村、庞家窝铺村、大马厂村、双庙村、良图沟村、苏家营子村、何家窝铺村、羊山沟村、马家岭村、黑石营子村、小二十家子村和符家窝铺村。